# Logatec

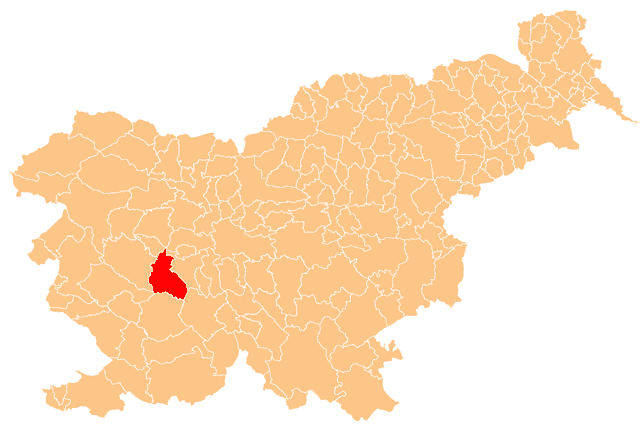
Logatec läge i Slovenien.

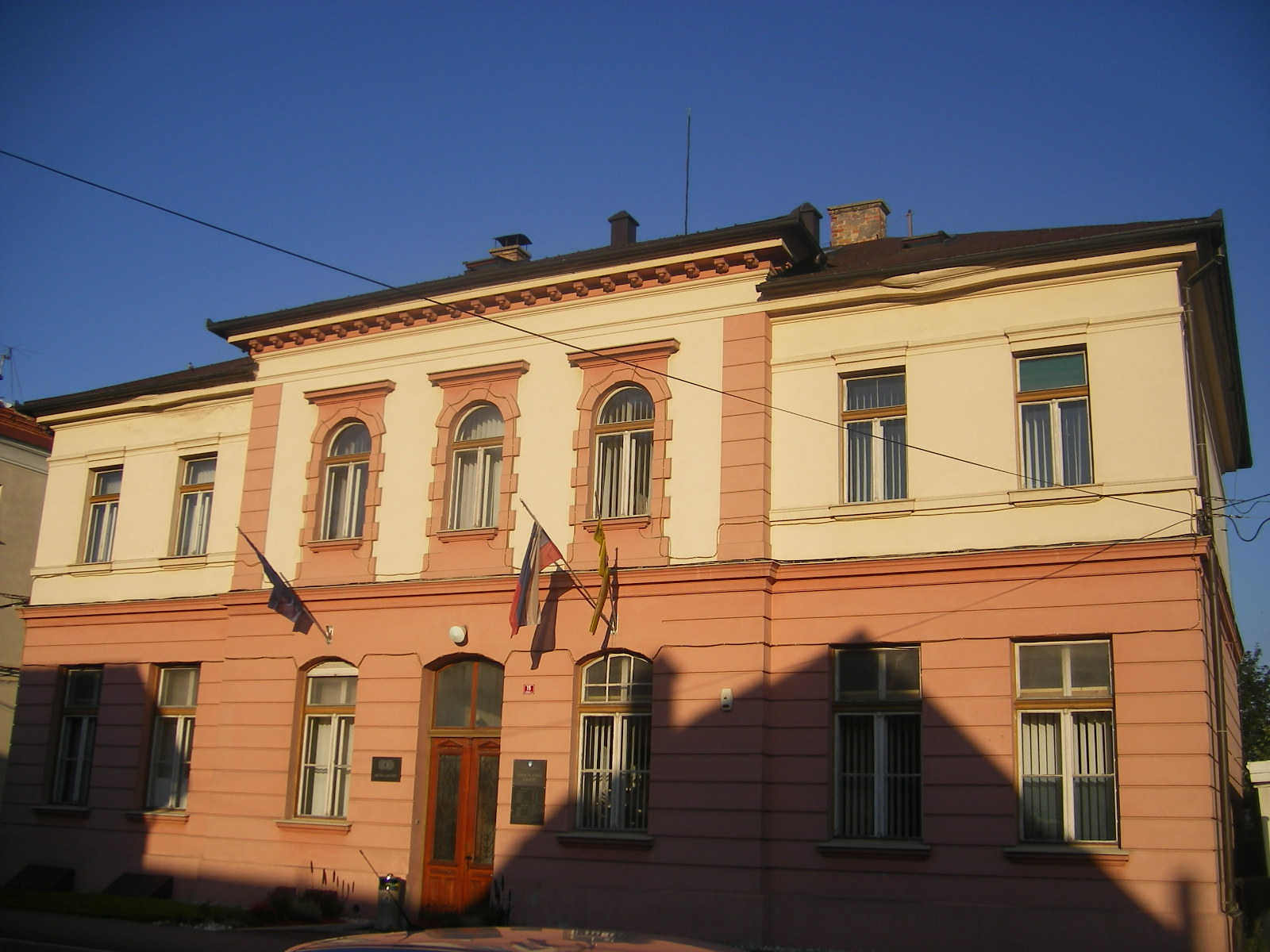
Stadshuset i Logatec

Logatec är en ort och kommun i sydvästra Slovenien. Befolkningen i kommunen uppgick till 12 595 invånare den 30 juni 2008. Själva centralorten hade 8 248 invånare i slutet av 2007, på en yta av 39,5 kvadratkilometer.